# 8632 Egleston
A 8632 Egleston (ideiglenes jelöléssel 1981 FR) a Naprendszer kisbolygóövében található aszteroida. A Harvard Observatoryban fedezték fel 1981. március 28-án.